# Terres
Terres (Tères in noneso) è una frazione di 320 abitanti del comune di Contà, nella provincia di Trento. Ha una superficie di 6,35 km². Fino al 31 dicembre 2015 ha costituito un comune autonomo, che confinava con i comuni di Flavon, Nanno e Tuenno. Il 1º gennaio 2016 si è fuso con Cunevo e Flavon. Tali territori avevano costituito un comune unico già dal 1923 al 1947.
Terres è rinomato per la coltivazione delle mele, in particolare le qualità Golden delicious, Renetta canada e Red stark.

## Geografia fisica
Il paese si trova sulla sponda destra della Valle della Tresenga, tra questo torrente e il rio Rosna, ai limiti settentrionali del Contà. Dopo il paese, la strada provinciale 73 scende nella Valle della Tresenga, dalla quale si possono osservare in località Rondèi i calanchi incisi nelle marne eoceniche, fenomeno raro nel territorio del Parco naturale Adamello Brenta. La strada, dopo aver superato il rio Tresenga presso il Ponte dei mulini, conduce al paese di Tuenno, dal quale si può raggiungere il Lago di Tovel. 

## Storia

### Origine del nome
Il toponimo dovrebbe essere prelatino, collegabile con alcuni toponimi dell'Alto Adige come Terento. Il nome dovrebbe derivare da *tar-/*ter-, 'acqua rapida', con riferimento al rio Tresenga, il cui nome documentato nel 1307 come aqua Terasinege, significa proprio 'acqua di Terres'.

### Ritrovamenti archeologici
Nel paese di Terres sono stati ritrovati diversi reperti archeologici d'epoca romana e pre-romana:
- una fibula a scorpione in bronzo della Cultura di La Tène (prima metà III sec. a.C.);[8]
- una fibula a croce, complemento ornamentale delle cinture, in bronzo d'età tardoantica (IV secolo);[9]
- nel 1883 quindici tombe a cassettone di mattoni con oggetti di corredo funebre: recipienti in ceramica e metallo, due lampade di cotto, chiodi in ferro, due anelli di ferro, una fibula a tenaglia e un sesterzio di Tito;[10]
- nel 1890 due tombe romane in tegoloni con iscrizione I. SEND:L P A e i resti di un falcetto in ferro;[11]
- nel 1922 presso l'acquedotto un antoniniano di Gallieno (III secolo), sul retro la divinità Laetitia. Un'altra moneta trovata nel paese fu un sesterzio di Costanzo II.[10]

### Età medievale
Il toponimo è citato in un documento del 1251, nel quale è ricordata la promessa dei conti Flavon agli "homines de masnata de Flaono et Cunevo de Tereso de Andalo de Molveno" di non andare "ultra marem" in occasione della crociata del 1241 contro i Tartari. In un altro documento redatto dai conti Flavon nel 1269 in cui sono elencati i possedimenti di Aldrighetto di Flavon è citata la metà della decima del vino de Tereso. Pochi anni dopo però, nel contesto della cessione dei loro possedimenti, Riprando I vendette nel 1282 a Ulrico di Coredo la quarta parte della decima del vino di Terres e nel dicembre 1284 assieme al cugino Ramberto tutte le decime di Terres a Mainardo II di Tirolo-Gorizia.
Dopo la cessione da parte dei conti Flavon di tutti i loro diritti sulla contea alla fine del XIII secolo, intervallato da un periodo di capitanato dei signori di Coredo, la giurisdizione del Contà passò nel 1334 a Volcmaro di Burgstall, già capitano di Castel Sporo dal 1312, capostipite degli Spaur. I paesi del Contà non scrissero mai una carta di regola, caso piuttosto raro nelle comunità di Antico Regime, per questo motivo infatti nel 1758 furono richiamati da Giuseppe Gerolamo Ceschi, capitano del Circolo ai Confini d'Italia di Rovereto, a provvedere in tal senso, ma senza risultati. I conti Spaur inauguravano il primo novembre l'anno di reggenza con dei proclami che normavano la vita della comunità, ai quali i sudditi rappresentati dai sindaci (uno per paese) incaricati di tenere i rapporti fra le regole della comunità e i dinasti, dovevano sottostare.
Ecclesiasticamente, Terres faceva parte della pieve di Flavon, ed è chiamata, in documenti del 1481, "villa Terresi" e "de Tereso plebis Flaoni vallis Ananie".

### Età contemporanea
Nella mattinata del 16 agosto 1802 scoppiò un terribile incendio nel paese, che anche a causa della siccità si propagò velocemente fino a colpire quasi tutte le case, e il giorno dopo si propagò anche a Flavon. L'incendio fu così grave che intervennero con la fornitura di denaro e viveri anche l'imperatore Francesco II e l'arciduchessa Maria Elisabetta d'Asburgo-Lorena. L'aquila bicipite presente nello stemma del comune era un omaggio verso la Corte imperiale che intervenne per aiutare gli abitanti di Terres dopo il terribile incendio. Ogni anno, fino al 1902, il 16 agosto una processione partiva da Terres e raggiungeva Flavon, in ricordo dell'incendio. Il 2 novembre 1870 un altro incendio distrusse nuovamente quasi tutto il paese, ma ancora una volta il paese riuscì a resistere.
La vecchia Chiesa dei Santi Filippo e Giacomo, che sorgeva nella parte alta del paese (forse nel prato "del Paiar"), fu compromessa dalle fiamme, così venne ricostruita tra il 1826 e il 1828 sul colle di San Giorgio. Divenne parrocchiale soltanto nel 1943.
Un'altra disgrazia colpì il paese nell'Ottocento: il colera del 1855. A Terres morirono 29 persone, che vennero sepolte lontane dal paese, in località Amòl. Qui resta una lapide in ricordo di P. Cherubino Dalpiaz, che fu lì sepolto, ma morì a Brescia. Sulla facciata est del civico 7 affacciato su piazza Dante è ancora visibile un affresco della Madonna col Bambino e San Rocco, datata 1783, ma con in basso la scritta "RISTA. L'ANNO 1856", un restauro che probabilmente fu realizzato come ringraziamento per aver risparmiato la famiglia dal morbo.
Questa località è la culla della famiglia Dal Piaz ( o Dalpiaz).  Molti membri di questa famiglia emigrarono nel XIX e XX secolo in Francia, Svizzera, Belgio, Nord e Sud America.

### Simboli

Vecchio stemma comunale

Lo stemma del comune di Terres era stato approvato con D.G.P. del 22 gennaio 1988, n. 307.
La genziana è un fiore molto comune nel territorio comunale; l'aquila bicipite è simbolo della Casa d'Asburgo.
Il gonfalone era un drappo di bianco.

## Monumenti e luoghi d'interesse

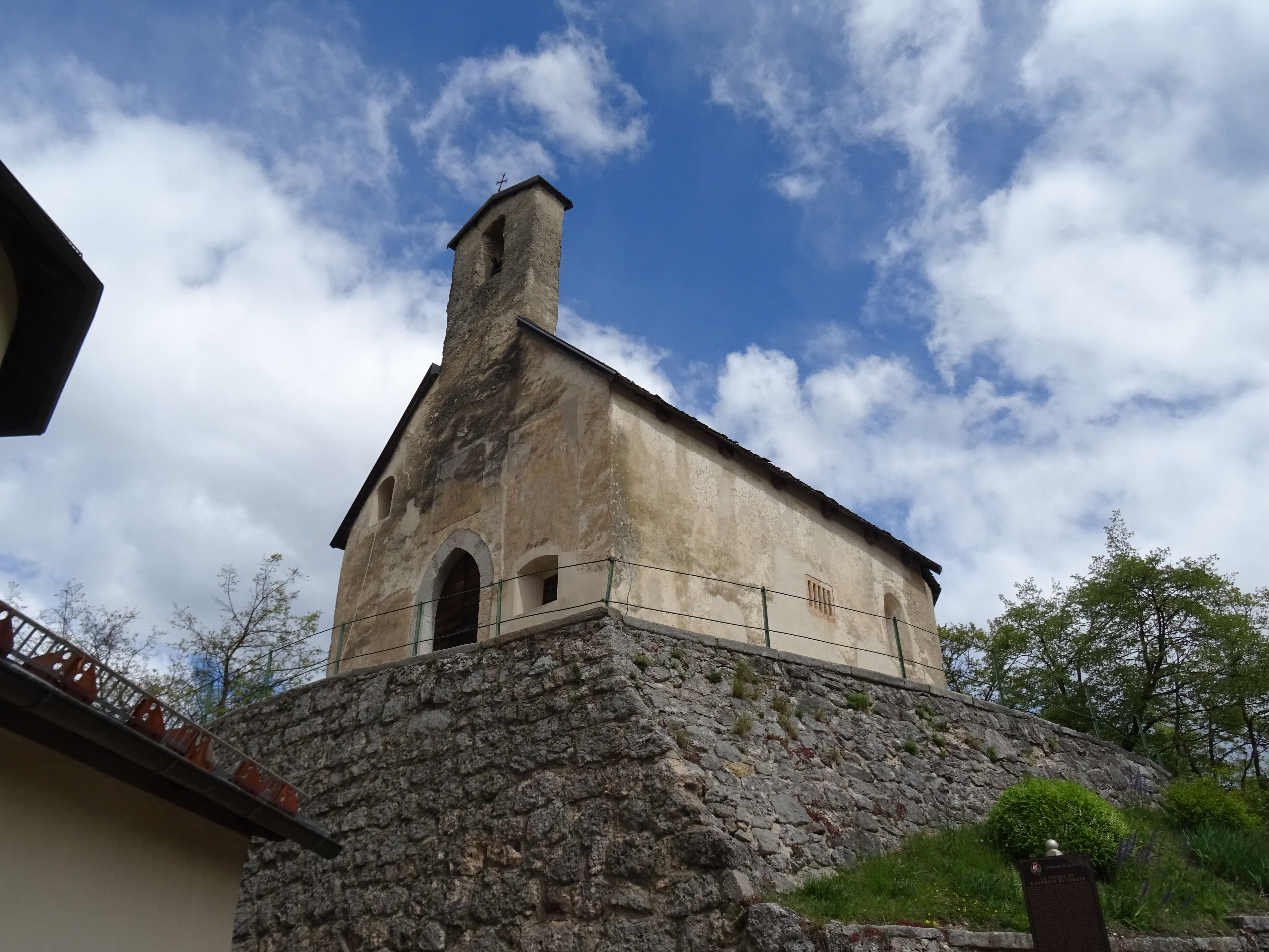
Chiesa di San Giorgio

### Architetture religiose
- Chiesa dei Santi Filippo e Giacomo, sul colle di San Giorgio, la parrocchiale fu costruita tra il 1826 e il 1828 in stile neoclassico.
- Chiesa di San Giorgio, situata sul medesimo colle, ma molto più antica (XII secolo). All'interno conserva affreschi romanici del XIII secolo e altri affreschi attribuiti alla cerchia dei Baschenis.
- Chiesa di San Daniele, ora non più esistente, sorgeva su un piccolo colle a sud-ovest del paese. Menzionata per la prima volta in un documento dell'8 settembre 1309, nel XV secolo il papa dell'obbedienza pisana Alessandro V concesse un'indulgenza di cento giorni per coloro che avrebbero visitato la "chiesa dei santi Daniele, Leonardo, Andrea e Apollonia" (1409) e fu retta da un frate sassone dell'Ordine di Sant'Agostino. Nel 1593 venne ceduta al Seminario arcivescovile di Trento, che vi faceva celebrare due messe all'anno: il 21 luglio (San Daniele) e il 30 novembre (Sant'Andrea).[26] Nel corso del Settecento il Seminario cedette tutto ai privati e la chiesa andò in rovina.[23]

### Architetture civili
- Palazzo Spaur, detto Castel Spaur, situato in via Borghetto 3. Fu costruito tra il 1542 e il 1543, data incisa su un pilastro interno, da Aliprando Spaur o dal padre Gaspare. Dopo il grande incendio del 1802 fu rinnovato dal conte Enrico Spaur, che riempì il giardino di piante rare.[27]. Nel corso dell'Ottocento fu venduto ai Benvenuti di Portolo prima e a Cristoforo Dalpiaz poi (1835).[28] Questo passaggio di proprietà portò alla ristrutturazione del palazzo, ribassato di un piano, rovinando in parte il grande stemma Spaur cinquecentesco sormontato da uno stemma di casa d'Austria. Al lato nord è presente un erker e un grande portale in pietra bianca, sulla chiave di volta è scolpito un fiore.[29]

## Società

### Evoluzione demografica
Abitanti censiti

## Amministrazione
| Periodo        | Periodo          | Primo cittadino | Partito      | Carica  | Note   |
| -------------- | ---------------- | --------------- | ------------ | ------- | ------ |
| 5 giugno 1995  | 14 maggio 2000   | Arnaldo Miclet  | Lista civica | Sindaco |        |
| 15 maggio 2000 | 9 maggio 2005    | Arnaldo Miclet  | Lista civica | Sindaco |        |
| 10 maggio 2005 | 16 maggio 2010   | Arnaldo Miclet  | Lista civica | Sindaco |        |
| 17 maggio 2010 | 31 dicembre 2015 | Marco Martini   | Lista civica | Sindaco | [ 31 ] |